# 고지혈증
고지혈증(高脂血症, 영어: hyperlipidemia, hyperlipoproteinemia, hyperlipidaemia)은 지질 또는 지단백이 혈액 내에서 정상치 이상으로 증가된 상태를 뜻한다. 필요 이상의 지방질이 혈액에 존재하여 염증을 일으키는 상태 또는 혈청 속에 지방질이 많아서 혈청이 혼탁해진 상태이며, 고지질 혈증(高脂質血症), 이상지질혈증이라고도 한다.
공복시 혈중 콜레스테롤이 220 mg/dl 이상이거나 중성지방이 150 mg/dl이상인 경우 고지혈증으로 진단한다.
고지혈증은 그 자체로 특별한 증상이 나타나지는 않지만, 고혈압, 동맥경화, 뇌졸중 등을 촉진시키는 위험요인으로서 심혈관계 질환에 의한 사망율을 유의하게 증가시킨다.
이 병을 치료하기 위해서는 운동요법과 식이요법이 병행되어야 하며, 달콤한 음식이나 알코올 음료 등을 피해야 한다. 다만, 지질의 농도가 관리되지 않는 환자들은 스타틴(statin)을 비롯한 약을 이용하여 혈중 지질을 조절하여 심혈관계 질환의 위험성을 낮출 필요가 있다.

## 심장질환과의 관계
고지혈증은 죽상동맥경화증(atherosclerosis)의 소인이 된다. 죽상동맥경화증은 지방, 콜레스테롤, 칼슘, 섬유판(fibrous plaque)이 동맥벽에 축적된 것이다. 이 축적은 혈관을 좁히고 심근으로 가는 혈류와 산소를 줄인다. 시간이 지나면서 지방 침전물이 축적될 수 있으며, 동맥을 경화시키고 좁혀서 기관과 조직들이 제대로 기능할 수 있을 정도의 충분한 혈액을 받지 못하게 된다. 심장으로 가는 동맥에 질환이 발생하면 협심증이 발생한다. 동맥이 완전히 막히면 심근세포의 경색(infarction)이 발생하는데, 이를 심근경색(myocardial infarction)이라 한다. 혈전이 뇌로 가는 혈류를 막으면, 동맥 내 지방 축적은 뇌졸중(stroke)으로 이어진다.

## 관리
고지혈증 관리 방식에는 정상체중 유지, 신체 활동 증강, 정제 탄수화물 및 단당류 섭취 줄이기가 있다. 처방약은 심혈관질환, LDL 콜레스테롤 190 mg/dl 이상, 당뇨병 등 위험요인을 가지고 있는 사람들을 치료하는데 사용한다. 일반적인 치료약은 스타틴이 있다.

### HMG-CoA 환원효소 억제제
로바스타틴(lovastatin), 아토바스타틴(atorvastatin), 플루바스타틴(fluvastatin), 프라바스타틴(pravastatin), 심바스타틴(simvastatin), 로수바스타틴(rosuvastatin), 피타바스타틴(pitavastatin) 등 HMG-CoA 환원효소(HMG-CoA reductase)의 경쟁 억제제(competitive inhibitor)는 콜레스테롤의 전구체 분자(precursor molecule)인 메발론산염(mevalonate)의 합성을 억제한다. 이 약류는 LDL 콜레스테롤 저하에 특히 효과가 있다. 주요 부작용(side effect)은 아미노트랜스퍼레이스(transaminase) 상승, 근질환(myopathy)이 있다.

### 섬유소유도체
겜피브로질(gemfibrozil)이나 페노피브레이트(fenofibrate) 등의 섬유소유도체(Fibric acid derivative, 혹은 피브린산유도체)는 퍼옥시좀 증식체 활성화 수용체 α(peroxisome proliferator-activated receptor-α, PPAR-α)의 활성화를 통해 지방조직의 지방분해 증강 기능을 수행한다. 일부에게서 섬유소유도체는 극저밀도지단백(very low density lipoprotein, VLDL)과 LDL을 줄여준다. 주요 부작용으로는 발진(rash), 위장장애(gastrointestinal upset, GI upset), 근질환, 간세포 효소 상승 등이 있다.

### 나이아신
나이아신(niacin), 혹은 비타민B3(vitamin B3)은 활동 기전이 잘 알려져 있지 않지만 LDL과 중성지방(triglyceride, 트리글리세리드)을 낮추고 HDL 콜레스테롤을 늘린다.  주요 부작용은 피부 혈관 확장(skin vasodilation)에 부차적으로 발생하는 홍조(flushing)이다. 이는 프로스타글란딘(prostaglandin)으로 영향을 받고, 아스피린(aspirin) 복용으로 줄일 수 있다.

### 담즙산 결합수지
콜레스티폴(colestipole), 콜레스티라민(cholestyramine), 콜레세벨람(colesevelam) 등의 담즙산 결합 수지(Bile acid binding resin)는 담즙산을 결합시키고 분비를 증가시키는 기능을 한다. LDL 콜레스테롤 감소에 유용하다. 흔한 부작용은 몸이 붓고 설사를 하는 것이다.

### 스테롤 흡수 억제제
창자의 스테롤(sterol) 흡수는 위벽 내 전송단백질(transport protein)인 NPC1L1을 표적으로 하여 위장관 내 콜레스테롤 흡수를 줄여주는 기능을 한다. 그 결과 LDL이 감소한다.

## 예방
금연, 포화지방(saturated fat) 및 알코올 섭취 줄이기, 체중 감량, 과일 및 야채 위주의 저염식, 도정하지 않은 현미와 같은 전곡(whole grain) 섭취 등이 혈중 콜레스테롤 저하에 도움된다.

## 같이 보기
- 지질대사
- 이상지질혈증(영어판)
- 대사 증후군(메터볼릭 신드롬)
- 인슐린 저항성(IR)
- 콜레스테롤
  - 고밀도 지질단백질(HDL) - 좋은 콜레스테롤
  - 저밀도 지질단백질(LDL) - 나쁜 콜레스테롤
- 폴리코사놀
- 오메가-3 지방산 VS 오메가-6 지방산 VS 오메가-9 지방산
- 뇌졸중
- 지방간
- 간경변
- 현미 & 발아현미
- 피트산(en:Phytic acid, IP6)
- 피니톨(영어판)
- 이노시톨